# Rouillé
Pour les articles homonymes, voir Rouillé (homonymie).
Rouillé est une commune du Centre-Ouest de la France, située dans le département de la Vienne, en région Nouvelle-Aquitaine.
Ses habitants sont appelés les Rullicois et les Rullicoises.

## Géographie

### Localisation
À mi-chemin entre Poitiers et Niort, placé à l'ouest du canton de Lusignan dont il fait partie, le territoire communal a approximativement la forme d'un quadrilatère.
Par sa lisière ouest, il est limitrophe du département des Deux-Sèvres. La ligne frontalière est matérialisée par une borne placée sur la route en direction de Saint-Maixent-l'Ecole (peu avant le village de La Villedieu du Perron).
Il se trouve sur un plateau de terrains calcaires (surtout au sud-ouest) et de terrains jurassiques (sur le reste de son étendue), avec un sous-sol rouge très profond : « les terres rouges à châtaigniers ».
Ce plateau constitue la ligne de partage des eaux, essentiellement souterraines, qui, à l'ouest, s'écoulent vers le Pamproux et la Sèvre niortaise; à l'est vers la Vonne, puis le Clain, la Vienne et la Loire.
D'une altitude moyenne d'environ 150 mètres, il culmine à 183 mètres au Bois des Cartes (nord-ouest), connu aussi anciennement sous le nom de Bois de Saint-Hilaire.
Au sud, sa surface est plane, à l'exception de quelques dolines visibles notamment entre le bourg et le village de Souilleau. Au nord, le ruisseau, aujourd'hui le plus souvent à sec, de Chiandre a creusé un vallon qui part du hameau de la Garnaudière et va jusqu'au-delà de celui de Brantelay, en passant par ceux de la Fontaine de Crieuil, de l'Etournelière et de la Gautelière.
De grandes plaines, largement remembrées du fait des  évolutions du monde agricole, ont presque partout remplacé un paysage de bocage qui, comme ailleurs, se caractérise par des champs cultivés, ou des prés enclos par des haies avec des alignements plus ou moins continus d'arbres et d'arbustes.
Outre le méridien de Greenwich, la commune est traversée par quatre axes principaux de communication :
- l'autoroute A 10 (Paris – Bordeaux), depuis 1981. Deux aires de service, dénommées « Rouillé-Pamproux », se situent de part et d'autre des voies de circulation, à cheval sur les deux communes. Des panneaux indicateurs mentionnent ici le seuil du Poitou ;
- la RD 611 (ex-RN 11) Poitiers – Niort, puis La Rochelle – via un tronçon demeuré dans le domaine routier national (RN 11). Elle passe par le centre-bourg ;
- la RD 150 (ex-RN 150), qui devient la RD 950 dans les Deux-Sèvres et en Charente-Maritime, Lusignan – Saint-Jean-d'Angély, puis Saintes et Royan. Elle longe les villages de Venours et du Grand Breuil ;
- la ligne ferroviaire Poitiers – La Rochelle, depuis 1856. La gare SNCF, située dans le bourg et devenue un point d'arrêt non géré (PANG) après la fermeture du bâtiment voyageurs en 1992[réf. nécessaire], est desservie quotidiennement par des TER.

### Communes limitrophes
| Saint-Germier (Deux-Sèvres) | Sanxay Curzay-sur-Vonne | Jazeneuil     |
| Pamproux (Deux-Sèvres)      | Rouillé                 | Lusignan      |
|                             | Avon (Deux-Sèvres)      | Saint-Sauvant |

### Climat
Pour des articles plus généraux, voir Climat de la Nouvelle-Aquitaine et Climat de la Vienne.
Historiquement, la commune est exposée à un climat océanique du nord-ouest.
En 2020, Météo-France publie une typologie des climats de la France métropolitaine dans laquelle la commune est dans une zone de transition entre le climat océanique et le climat océanique altéré et est dans la région climatique  Poitou-Charentes, caractérisée par un bon ensoleillement, particulièrement en été et des vents modérés.
Pour la période 1971-2000, la température annuelle moyenne est de 11,5 °C, avec une amplitude thermique annuelle de 14,8 °C. Le cumul annuel moyen de précipitations est de 765 mm, avec 12 jours de précipitations en janvier et 6,8 jours en juillet. Pour la période 1991-2020, la température moyenne annuelle observée sur la station météorologique la plus proche, située sur la commune de Lusignan à 7 km à vol d'oiseau, est de 12,1 °C et le cumul annuel moyen de précipitations est de 814,4 mm,. Pour l'avenir, les paramètres climatiques de la commune estimés pour 2050 selon différents scénarios d’émission de gaz à effet de serre sont consultables sur un site dédié publié par Météo-France en novembre 2022.

## Urbanisme

### Typologie
Au 1er janvier 2024, Rouillé est catégorisée commune rurale à habitat dispersé, selon la nouvelle grille communale de densité à sept niveaux définie par l'Insee en 2022.
Elle est située hors unité urbaine. Par ailleurs la commune fait partie de l'aire d'attraction de Poitiers, dont elle est une commune de la couronne,. Cette aire, qui regroupe 97 communes, est catégorisée dans les aires de 200 000 à moins de 700 000 habitants,.

### Occupation des sols
L'occupation des sols de la commune, telle qu'elle ressort de la base de données européenne d’occupation biophysique des sols Corine Land Cover (CLC), est marquée par l'importance des territoires agricoles (93,5 % en 2018), une proportion sensiblement équivalente à celle de 1990 (94,1 %). La répartition détaillée en 2018 est la suivante : 
terres arables (76,9 %), zones agricoles hétérogènes (13,4 %), forêts (3,5 %), prairies (3,2 %), zones urbanisées (2,5 %), zones industrielles ou commerciales et réseaux de communication (0,2 %), espaces verts artificialisés, non agricoles (0,2 %). L'évolution de l’occupation des sols de la commune et de ses infrastructures peut être observée sur les différentes représentations cartographiques du territoire : la carte de Cassini (XVIIIe siècle), la carte d'état-major (1820-1866) et les cartes ou photos aériennes de l'IGN pour la période actuelle (1950 à aujourd'hui).

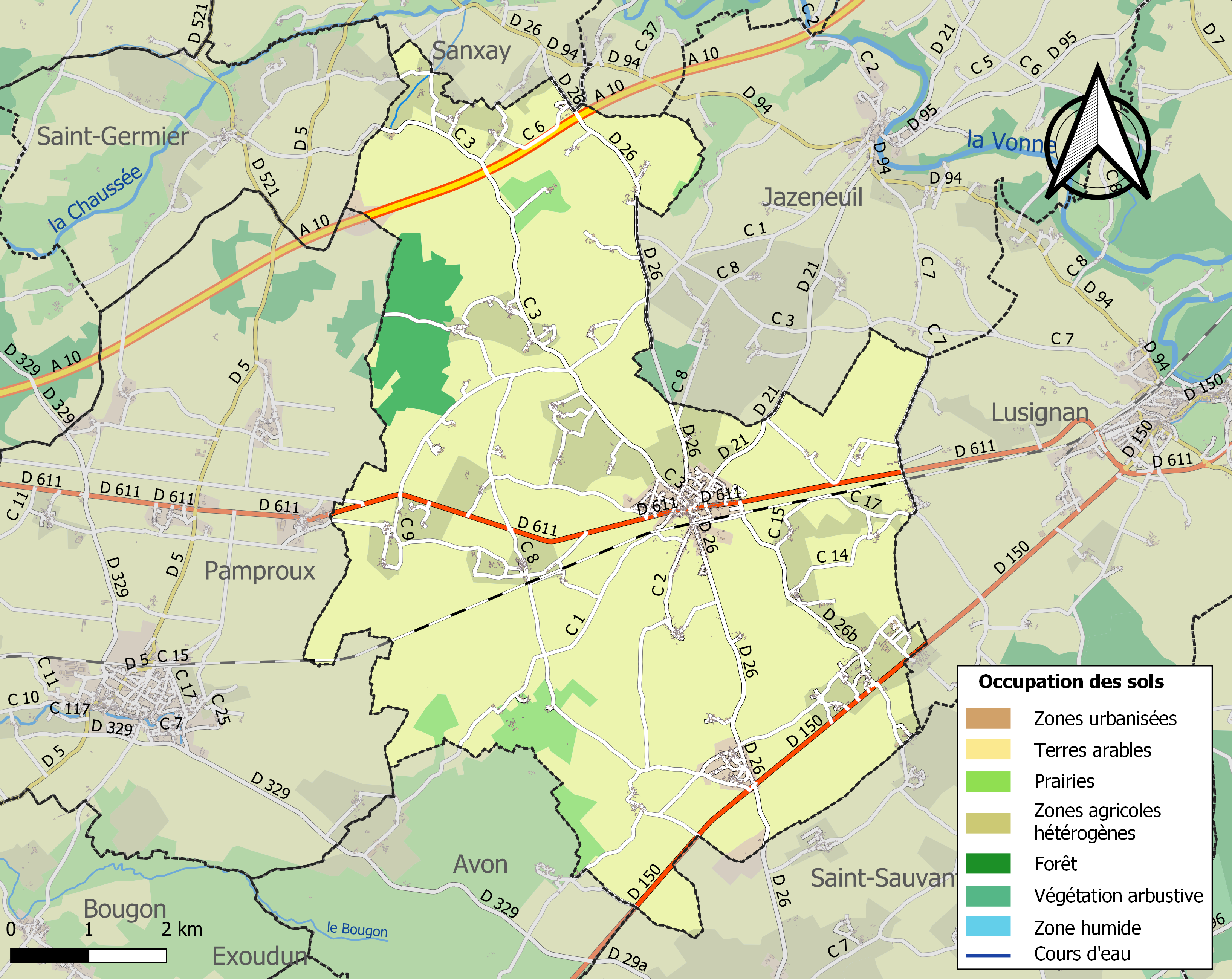
Carte des infrastructures et de l'occupation des sols de la commune en 2018 (CLC).

### Risques majeurs
Le territoire de la commune de Rouillé est vulnérable à différents aléas naturels : météorologiques (tempête, orage, neige, grand froid, canicule ou sécheresse), mouvements de terrains et séisme (sismicité modérée). Il est également exposé à un risque technologique, le transport de matières dangereuses. Un site publié par le BRGM permet d'évaluer simplement et rapidement les risques d'un bien localisé soit par son adresse soit par le numéro de sa parcelle.

#### Risques naturels

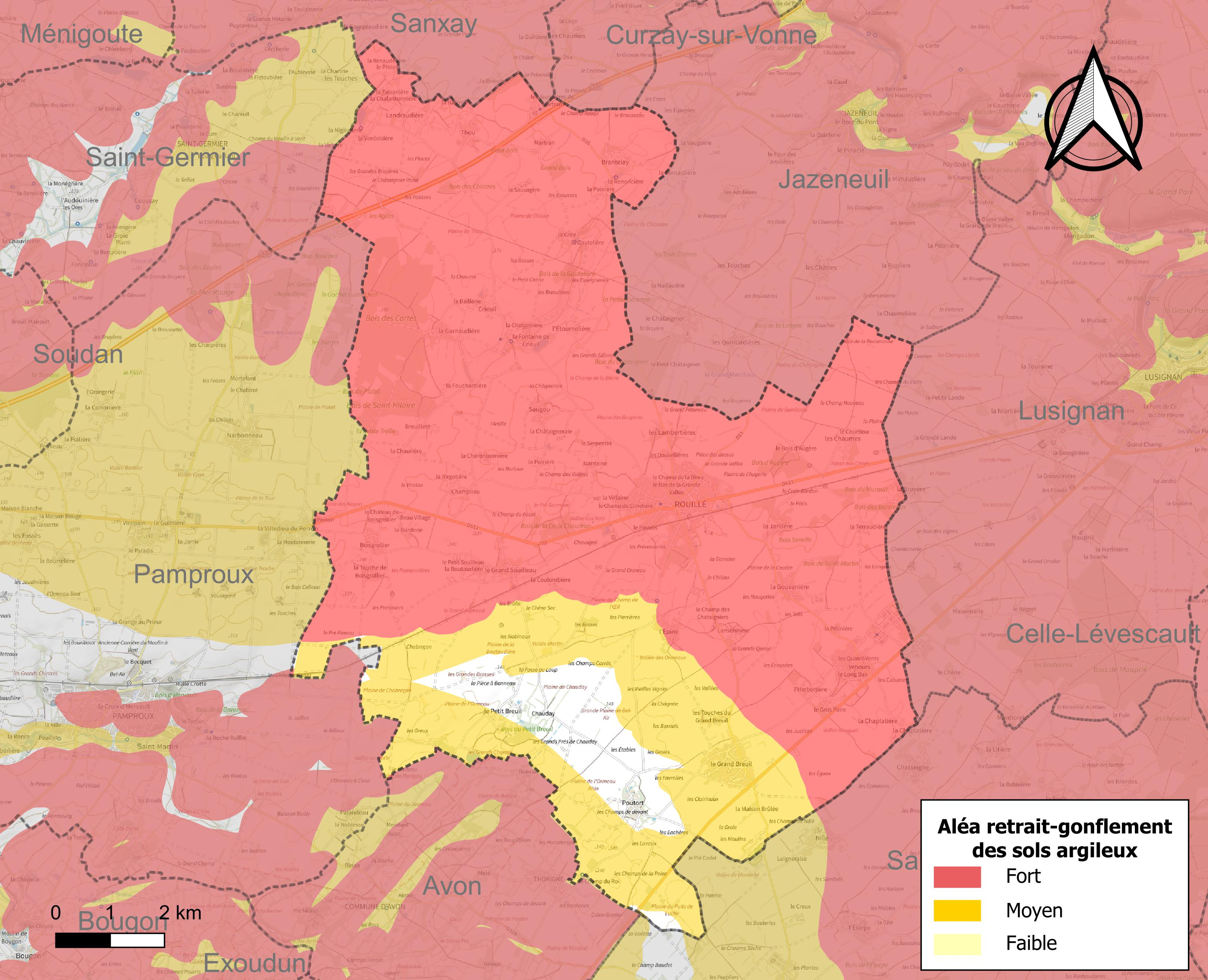
Carte des zones d'aléa retrait-gonflement des sols argileux de Rouillé.

Les mouvements de terrains susceptibles de se produire sur la commune sont des affaissements et effondrements liés aux cavités souterraines (hors mines) et des tassements différentiels. Afin de mieux appréhender le risque d’affaissement de terrain, un inventaire national permet de localiser les éventuelles cavités souterraines sur la commune. Le retrait-gonflement des sols argileux est susceptible d'engendrer des dommages importants aux bâtiments en cas d’alternance de périodes de sécheresse et de pluie. 94,2 % de la superficie communale est en aléa moyen ou fort (79,5 % au niveau départemental et 48,5 % au niveau national). Depuis le 1er octobre 2020, en application de la loi ÉLAN, différentes contraintes s'imposent aux vendeurs, maîtres d'ouvrages ou constructeurs de biens situés dans une zone classée en aléa moyen ou fort,.
La commune a été reconnue en état de catastrophe naturelle au titre des dommages causés par les inondations et coulées de boue survenues en 1982, 1992, 1993, 1999, 2010 et 2011, par la sécheresse en 2003, 2005, 2016 et 2017 et par des mouvements de terrain en 1999 et 2010.

## Toponymie
Rouillé est mentionné pour la première fois en 560 dans un acte de donation de Clotaire Ier aux moines de l'abbaye Saint-Hilaire de Poitiers sous l'appellation latine villa de Rolliaco, signifiant « domaine de Rollius » et qui découlerait de Rolliacus, variante de  Rulliacus - une dérivation de l’anthroponyme Rollius ou Rullius, avec le suffixe gallo-romain de propriété -acus devenu -ec puis  -é.

## Histoire
Témoignage de l'occupation humaine dans les premiers siècles de notre ère, on trouve dans le Bois des Cartes les vestiges d'une ancienne enceinte fortifiée, supposée être un camp romain. Quadrilatère trapézoïdal d'environ un hectare, délimité par des fossés profonds et de fortes levées de terre (érodées), situé sur une hauteur, il a pu contribuer à la surveillance de la contrée, proche de l'important site antique de Sanxay (vicus), ou à protéger des voies de communication.
La curtis de Rauliaco est mentionnée vers 1030 par le cartulaire de Saint Cyprien de Poitiers.
Rouillé est un village à majorité protestante (calviniste), dans une région catholique, depuis le XVIe siècle.
En 1889, pour le centenaire de la Révolution française, un arbre de la liberté est planté sur la place du marché. Ce marronnier est arraché en 1920 lors de la construction du monument aux morts. Un second est planté en 1892, pour le centenaire de la première République française, dans la cour de l’école des filles, et  existe toujours.
Au début du XXème siècle, deux temples et deux protestantismes (tous deux calvinistes) co existaient à Rouillé. L'Eglise catholique a toujours été très minoritaire. Cela explique la présence de nombreux cimetières protestants sur la commune. Ces cimetières datent le plus souvent de la fin du XIXème siècle et du XXème siècle, pour les sépultures les plus visibles (pierres tombales). De rares pierres tombales plus anciennes subsistent. D'autres tombes plus anciennes ne comportaient parfois qu'une pierre posée au sol pour marquer l'emplacement. Une association (l'ASCFP) basée à Lezay existe pour protéger ce patrimoine local.
Durant la Seconde Guerre mondiale, un camp d’internement est établi sur la commune de Rouillé le 6 septembre 1941. Il sert à enfermer trois types de prisonniers :
- 150 députés ou dirigeants du PCF parisien et des syndicalistes ;
- des prisonniers de droit commun (proxénètes) et condamnés pour trafic sur le marché noir ;
- des étrangers indésirables (Arméniens, républicains espagnols, Russes, Italiens, Portugais) ;
- des Tsiganes.

Il compte jusqu’à 654 prisonniers. Il est construit le long des voies de chemin de fer, à côté de la gare ; une clôture est élevée entre le camp et les voies, afin que les passagers des trains ne voient pas le camp. Neuf otages communistes venant du camp d'internement aménagé dans l'ancien sanatorium d'Aincourt (Seine-et-Oise, actuellement Val-d'Oise), âgés de 20 à 30 ans, y sont prélevés et fusillés à Biard en 1942. Le camp est libéré par les FTP du groupe Libé-Nord dans la nuit du 11 au 12 juin 1944. Ces libérés forment le maquis Urbistondo, détruit par les Allemands en forêt de Saint-Sauvant le 27 juin, alors qu’ils attendaient des armes des Alliés.
Ce camp sert à la fin de la guerre à emprisonner les officiers allemands prisonniers de guerre : il en compte 900.

## Politique et administration

### Liste des maires
| Période                                  | Période                   | Identité                            | Étiquette   | Qualité |
| ---------------------------------------- | ------------------------- | ----------------------------------- | ----------- | --- |
| août 1801                                | juillet 1802              | Louis Hibert                        |             | Premier Maire de Rouillé                                                                                     |
| 1802                                     | 1812                      | Pierre Renou                        |             | |
| 1813                                     | 1816                      | Pierre Garnier                      |             | |
| 1816                                     | 1830                      | Pierre Vierfond                     |             | |
| 1830                                     | 1832                      | Pierre Cousin                       |             | |
| 1833                                     | 1850                      | Louis Fruchard                      |             | |
| 1850                                     | 1852                      | Thomas Cousin                       |             | |
| 1852                                     | 1861                      | Pierre René Beauchamp               |             | |
| 1861                                     | 1871                      | Thomas Cousin                       |             | |
| mai 1871                                 | mars 1901 (décès)         | Pierre Guitton                      | (1823-1901) | Instituteur                                                                                                  |
| mars 1901                                | mai 1904                  | Jean Laidet                         |             | Premier adjoint                                                                                              |
| mai 1904                                 | juin 1911                 | Jules Sapin (1864-1911)             |             | |
| juin 1911                                | février 1924              | Modéré Quintard (1851-1927)         |             | |
| février 1924                             | mai 1929                  | Edmond Quintard (1885-1958)         | RG          | Conseiller général du canton de Lusignan (1919 → 1940) Officier de la Légion d’honneur et du Mérite agricole |
| mai 1929                                 | mai 1945                  | Octave Perochon (1880-1965)         |             | Président d'une laiterie coopérative Chevalier des Palmes académiques et du Mérite agricole                  |
| mai 1945                                 | mars 1959                 | Marcel Moine (1886-1968)            |             | |
| mars 1959                                | décembre 1974 (démission) | Robert Domineau (1918-2006)         |             | Militaire puis agent d’assurances                                                                            |
| décembre 1974                            | juin 1995                 | Robert Guillon (1933-2013)          | PS          | Instituteur retraité Chevalier des Palmes académiques                                                        |
| juin 1995                                | mars 2014                 | Rémi Gault (1948-2015)              | DVD         | Retraité agricole                                                                                            |
| mars 2014                                | mai 2020                  | Véronique Rochais-Cheminée (1951- ) | SE-DVG      | Directrice pédagogique retraitée 1re vice-présidente de la CC du Pays Mélusin (2014 → 2016)                  |
| mai 2020                                 | En cours                  | Jean-Luc Soulard                    | SE-DVG      | |
| Les données manquantes sont à compléter. |                           |                                     |             | |

### Instances judiciaires et administratives
La commune relève du tribunal d'instance de Poitiers, du tribunal de grande instance de Poitiers, de la cour d'appel de Poitiers, du tribunal pour enfants de Poitiers, du conseil de prud'hommes de Poitiers, du tribunal de commerce de Poitiers, du tribunal administratif de Poitiers et de la cour administrative d'appel de Bordeaux, du tribunal des pensions de Poitiers, du tribunal des affaires de la Sécurité sociale de la Vienne, de la cour d’assises de la Vienne.

### Services publics
Les réformes successives de La Poste ont conduit à la fermeture de nombreux bureaux de poste ou à leur transformation en simple relais. Toutefois, la commune a pu maintenir le sien.

### Jumelages
Rouillé est jumelée avec :
- Guardo en Espagne (Castille-et-Léon) ;
- Apach, commune de la  Moselle (Grand Est).

### Politique environnementale
Dans son palmarès 2024, le Conseil national de villes et villages fleuris de France a attribué une fleur à la commune.

## Population et société

### Démographie
L'évolution du nombre d'habitants est connue à travers les recensements de la population effectués dans la commune depuis 1793. Pour les communes de moins de 10 000 habitants, une enquête de recensement portant sur toute la population est réalisée tous les cinq ans, les populations de référence des années intermédiaires étant quant à elles estimées par interpolation ou extrapolation. Pour la commune, le premier recensement exhaustif entrant dans le cadre du nouveau dispositif a été réalisé en 2005.

En 2022, la commune comptait 2 521 habitants, en évolution de +2,19 % par rapport à 2016 (Vienne : +0,6 %, France hors Mayotte : +2,11 %).
| 1793  | 1800  | 1806  | 1821  | 1831  | 1836  | 1841  | 1846  | 1851  |
| ----- | ----- | ----- | ----- | ----- | ----- | ----- | ----- | ----- |
| 2 154 | 2 333 | 2 090 | 2 443 | 2 493 | 2 585 | 2 537 | 2 608 | 2 604 |

| 1856  | 1861  | 1866  | 1872  | 1876  | 1881  | 1886  | 1891  | 1896  |
| ----- | ----- | ----- | ----- | ----- | ----- | ----- | ----- | ----- |
| 2 723 | 2 724 | 2 724 | 2 684 | 2 631 | 2 719 | 2 685 | 2 675 | 2 683 |

| 1901  | 1906  | 1911  | 1921  | 1926  | 1931  | 1936  | 1946  | 1954  |
| ----- | ----- | ----- | ----- | ----- | ----- | ----- | ----- | ----- |
| 2 679 | 2 647 | 2 579 | 2 361 | 2 353 | 2 304 | 2 288 | 2 228 | 2 314 |

| 1962  | 1968  | 1975  | 1982  | 1990  | 1999  | 2005  | 2006  | 2010  |
| ----- | ----- | ----- | ----- | ----- | ----- | ----- | ----- | ----- |
| 2 290 | 2 157 | 2 182 | 2 111 | 2 121 | 2 128 | 2 355 | 2 374 | 2 530 |

| 2015  | 2020  | 2022  | - | - | - | - | - | - |
| ----- | ----- | ----- | - | - | - | - | - | - |
| 2 452 | 2 498 | 2 521 | - | - | - | - | - | - |

La densité de population de la commune est de 47 hab./km2. Celle du département est de 61 hab./km2. Elle était de 68 hab./km2 pour l'ancienne région Poitou-Charentes et alors de 115 hab./km2 pour la France (INSEE- 2008).

### Enseignement
- Il y a à Venours, un des lieux-dits de la commune, un lycée agricole de réputation européenne, établi sur un domaine légué par Xavier Bernard en 1943 au ministère de l'Agriculture pour que soient créés une école d'agriculture et un centre expérimental agricole. L'actuel lycée agricole remplace l'ancienne école régionale d’agriculture. L’Institut national de recherche pour l'agriculture, l'alimentation et l'environnement (INRAE) y a installé plusieurs antennes.

## Économie

### Agriculture
Rouillé a été longtemps la capitale poitevine de la houppette en peau d'oie pannée.
Selon la direction régionale de l'Alimentation, de l'Agriculture et de la Forêt de Poitou-Charentes, il n'y a plus que 51 exploitations agricoles en 2010 contre 79 en 2000.
Les surfaces agricoles utilisées ont diminué et sont passées de 4 809 hectares en 2000 à 4 352 hectares en 2010 dont 384 sont irrigables. 50 % sont destinées à la culture des céréales (blé tendre pour 82 % des terres céréalières  mais aussi un peu d'orge et de maïs), 34 % pour les oléagineux (3/4 en colza et 1/4 en tournesol), moins de 1 % pour les protéagineux, 7 % pour le fourrage et 3 % restent en herbe. En 2000, trois hectares (un en 2010) étaient consacrés à la vigne.
Neuf exploitations en 2010 (contre quinze en 2000) abritent un élevage de bovins (979 têtes en 2010 contre 1 087 en 2000). Huit exploitations en 2010 (contre 33 en 2000) abritent un élevage d'ovins (179 têtes en 2010 contre 645 têtes en 2000). L'élevage de volailles reste important : 4 930 têtes réparties sur quinze fermes en 2010 pour 6 003 têtes en 2000 réparties sur 39 fermes.
L'élevage de caprins a connu une baisse : 3 015 têtes en 2000 répartis sur quatorze fermes contre 2 667 têtes en 2010 répartis sur huit fermes. C’est un des troupeaux importants de caprins du département de la Vienne (74 500 têtes en 2011) qui est le deuxième département pour l’élevage des chèvres derrière le département des Deux-Sèvres. Cette baisse est révélatrice de l’évolution qu’a connu, en région Poitou- Charente, cet élevage au cours des deux  dernières décennies: division par trois du nombre d’exploitations, augmentation des effectifs moyens par élevage (38 chèvres en 1988, 115 en 2000), division par 10 des chèvreries de  10 à 50 chèvres qui représentaient 50 % des troupeaux en 1988, et multiplication par six des élevages de plus de 200 chèvres qui regroupent, en 2000, 45 % du cheptel. Cette évolution des structures de production caprine a principalement pour origine la crise de surproduction laitière de 1990-1991 qui, en parallèle des mesures incitatives, a favorisé des départs d’éleveurs en préretraite et encouragé l’adaptation structurelle des élevages restant. La vocation laitière du troupeau est très forte. Moins de 2 % des élevages caprins sont non laitiers en 2000. La quasi-totalité de la production laitière, en constante augmentation (de 2000 à 2011 : + 44 %) est livrée à l’industrie agro-alimentaire soit 96 % des 485 000 hectolitres récoltés dans l’ensemble du département de la Vienne en 2004. La production de fromage à la ferme reste très marginale et ne représente que 1 % de la production de lait et 6 % des fermes. 75 % des élevages sont basés sur un système de production de type hors sol, la surface agricole étant destinée essentiellement dans ce cas, à la production de fourrage. 75 % de ces exploitations  n’élèvent que des chèvres. Le dynamisme de cet élevage, l’accent porté sur la qualité des produits a permis d’obtenir  les AOC « chabichou du Poitou » et « Sainte Maure de Touraine » pour les fromages produits.

### Commerces
De nos jours, un marché important se tient le vendredi matin (50 exposants).

## Culture locale et patrimoine

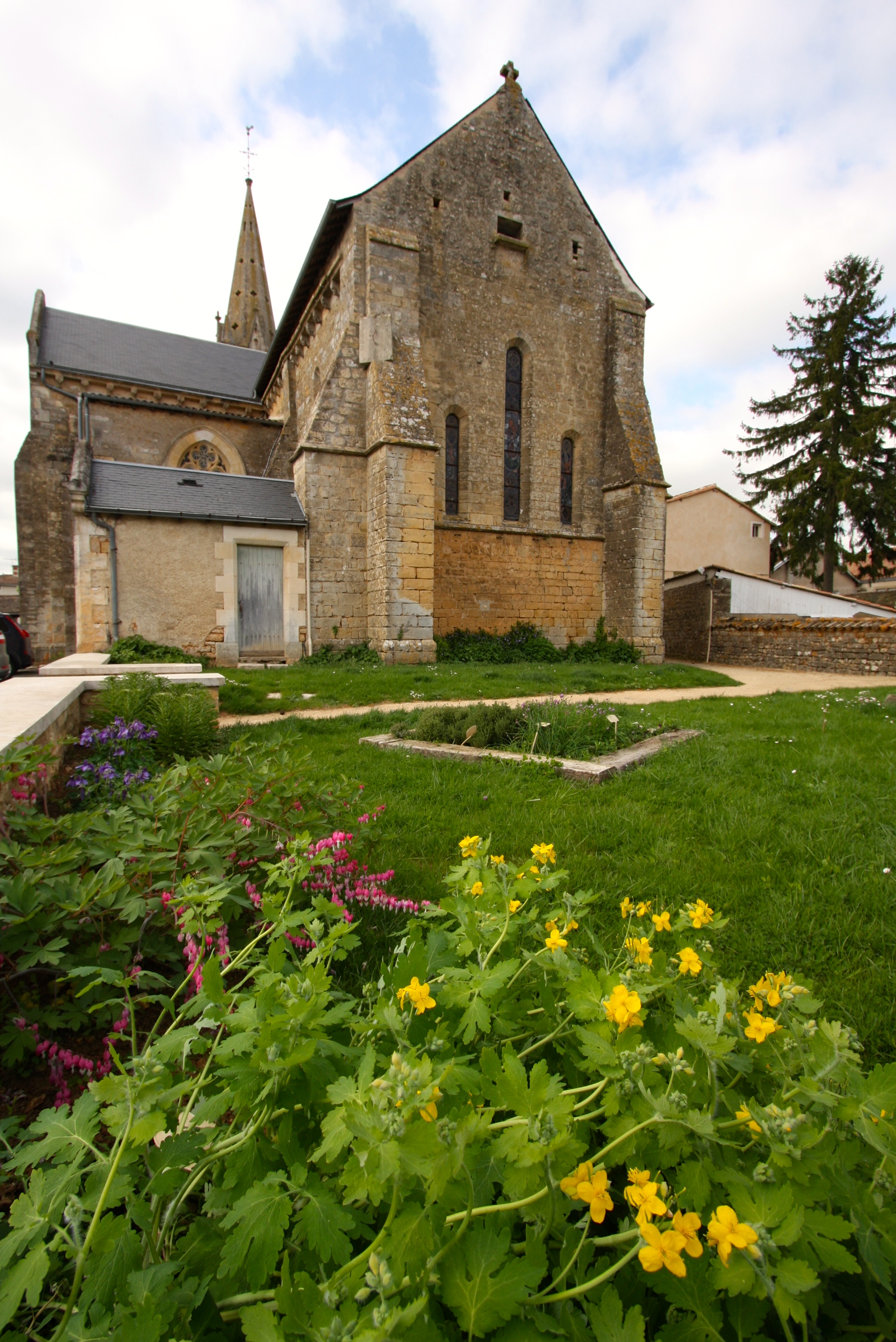
Église Saint-Hilaire de Rouillé.

### Lieux et monuments

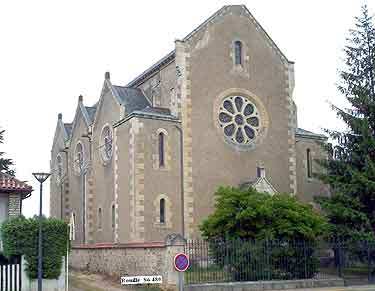
Temple de Rouillé

- Temple de RouilléLe temple protestant, inauguré en 1884, l’un des plus grands de France par ses proportions et ses tribunes, est inscrit à l'Inventaire supplémentaire des Monuments historiques le 21 septembre 1998[42] pour le décor intérieur. Une grande rosace à vitraux, datant de 1967, est située au-dessus de la porte centrale, réalisée par le pasteur Jacques Chauvin (1924/2009). En 1995, un orgue est construit en utilisant la chaire surélevée pour la base du buffet.
- L’église Saint-Hilaire. Le chœur et le transept sont inscrits à l'Inventaire supplémentaire des Monuments historiques le 17 avril 1935. L'église est située sur la place du marché. Elle impressionne par la hauteur de sa flèche installée sur le clocher-porche. L'église est en majeure partie gothique avec des survivances romanes : la corniche du chevet conserve d’intéressants modillons ornés de figures expressives, notamment celle d'une femme portant le touret à mentonnière. Le plan de l'édifice est simple : une nef unique de trois travées qui donne sur un chœur à chevet plat. Ce dernier possède trois vitraux réalisés par les Ateliers Guérithault de Poitiers en 1863. 12 autres verrières en dalle de verres ont été réalisées par l'atelier Van Guy de Tour en 1965. La technique de la dalle de verre a aussi été utilisée par le maitre verrier Michel Guével en 1999 et en 2006 pour les vitraux de l'église Notre-Dame de Liniers. Sur une clé de voûte, figure l'agneau pascal et les chapiteaux sont décorés de feuillages.
- Vieilles halles construites en 1863, restaurées en 1994.
- Ancien silo à grains des établissements F. Chauvet. Il est tout en béton armé. Il est situé près de la voie ferrée à hauteur de la gare.
- Terrain d'aéromodélisme international.
- Chapelle du village de Thou.
- Chapelle évangélique libre.
- Cimetières familiaux protestants.
- Lavoirs et fontaines.
- Château de l'Augerie (privé).

### Équipement culturel
- Rurart est situé dans le hameau de Venours, sur le site du lycée agricole. Il s'agit d'une structure culturelle unique en France dont l'activité est organisée autour de trois pôles : un centre d'art contemporain qui produit trois expositions par an et qui invite des artistes de renommée internationale, un espace multimédia voué à l'éducation aux médias et aux pratiques numériques des jeunes et un réseau régional d'action culturelle dont l'une des spécificités est l'accueil d'artistes en résidence.
- Le musée de la machine à coudre est situé au lieu-dit le Long-Bas, à 3 km au sud-est de Rouillé, sur la D 150. C'est un musée original, premier de ce genre en Europe, qui possède environ 300 machines à coudre anciennes datant de 1839, pour la moins récente (une Peugeot), à 1950. Elles sont toutes en état de marche. La plus légère pèse 170 g et la plus lourde 700 kg. Sont présentées notamment une machine de 1871, « la Floride », richement décorée, un modèle rare diffusé à peu d'exemplaires, ou la machine à coudre « Comtesse » fabriquée en 1889 à 64 exemplaires. Cette collection est complétée par des lithographies anciennes, d'étonnantes affiches publicitaires et 3 000 aiguilles d'époque. Dernière acquisition du musée : les 57 médailles et 3 Légions d'honneur décernées aux frères et fabricants Hurtu.
- Un grand carnaval existe sur la commune ainsi qu'une grande fête foraine , fin mars ou début avril 40e édition en 2025

### Personnalités liées à la commune
- Paul Minault (1858-1897) : pasteur, missionnaire de la Société des missions évangéliques de Paris (SMEP), assassiné à Madagascar dans des circonstances restées troubles. Un collège d'Antananarivo (Tananarive), fondé en sa mémoire en 1901, porte toujours son nom.
- Marie de la Hire, pseudonyme de Marie Weyrich (1878-1925), écrivain et peintre.
- Clémentine Trouvé (1876-1910).
- Jean-Louis Cheminée (1937-2003) : volcanologue, directeur à l'Institut de Physique du Globe de Paris (IPGP), il a très activement contribué à la mise en place et au développement d'observatoires volcanologiques et de réseaux de surveillance sismique modernes, tant à l'échelle nationale que mondiale. Il a aussi étudié la structure, la géochimie et le fonctionnement des volcans sous-marins, notamment ceux de l'océan Pacifique.
- Docteur André Cheminée  (1909-1998) : père du précédent, médecin rullicois connu localement pour faits de résistance et avoir notamment soigné  les prisonniers du camp de Rouillé. Il a sa rue dans le centre-bourg, rue où se situe la maison familiale.
- Pascale Cheminée : respectivement sœur et fille des précédents, linguiste, auteur.
- Gilbert Tanneau : poète de langue poitevine.

### Héraldique
| Blason | Blasonnement : Écartelé : au 1) de sinople à l’épi de blé d’or en barre côtoyé de deux cotices en barre d’argent chargées, la première de l’inscription ROLIACUS et la seconde de l’inscription VILLA, en lettres capitales de sable, au 2) gironné d’or et de gueules de douze pièces, au 3) de gueules au croissant d’argent et au 4) d’azur à la rose d’or accompagnée de trois croissants d’argent. |

## Sources